# Västerviks IK
Västerviks Ishockeyklubb är en svensk ishockeyklubb baserad i Västervik i Småland. Västerviks IK eller i folkmun endast VIK, etablerades den 28 april 1971 när Västerviks AIS lade ner sin ishockeyverksamhet. Klubben spelar sina hemmamatcher i ACT-hallen, vilket man gjort sedan 1984. År 2021 rankade Hockey Archives klubben som den 115:e bästa i Europa.
Klubben har fostrat flera spelare som har tagit sig till SHL, bland andra Mikael von der Geest, Ragnar Karlsson, Emil Andrae, Adam Åhman, Fredrik Johansson och bröderna Niklas och Marcus Eriksson.
Västervik IK spelade i Hockeyallsvenskan mellan 2016 och 2024. Klubben blev degraderade till Hockeyettan inför säsongen 2024/2025 efter att ha förlorat Play-out spelet mot Östersund. VIK åkte ur Hockeyallsvenskan även säsongen 2022/2023 men räddades då kvar i Allsvenskan då Vita Hästen gick i konkurs och tvingades börja i Division Tre.

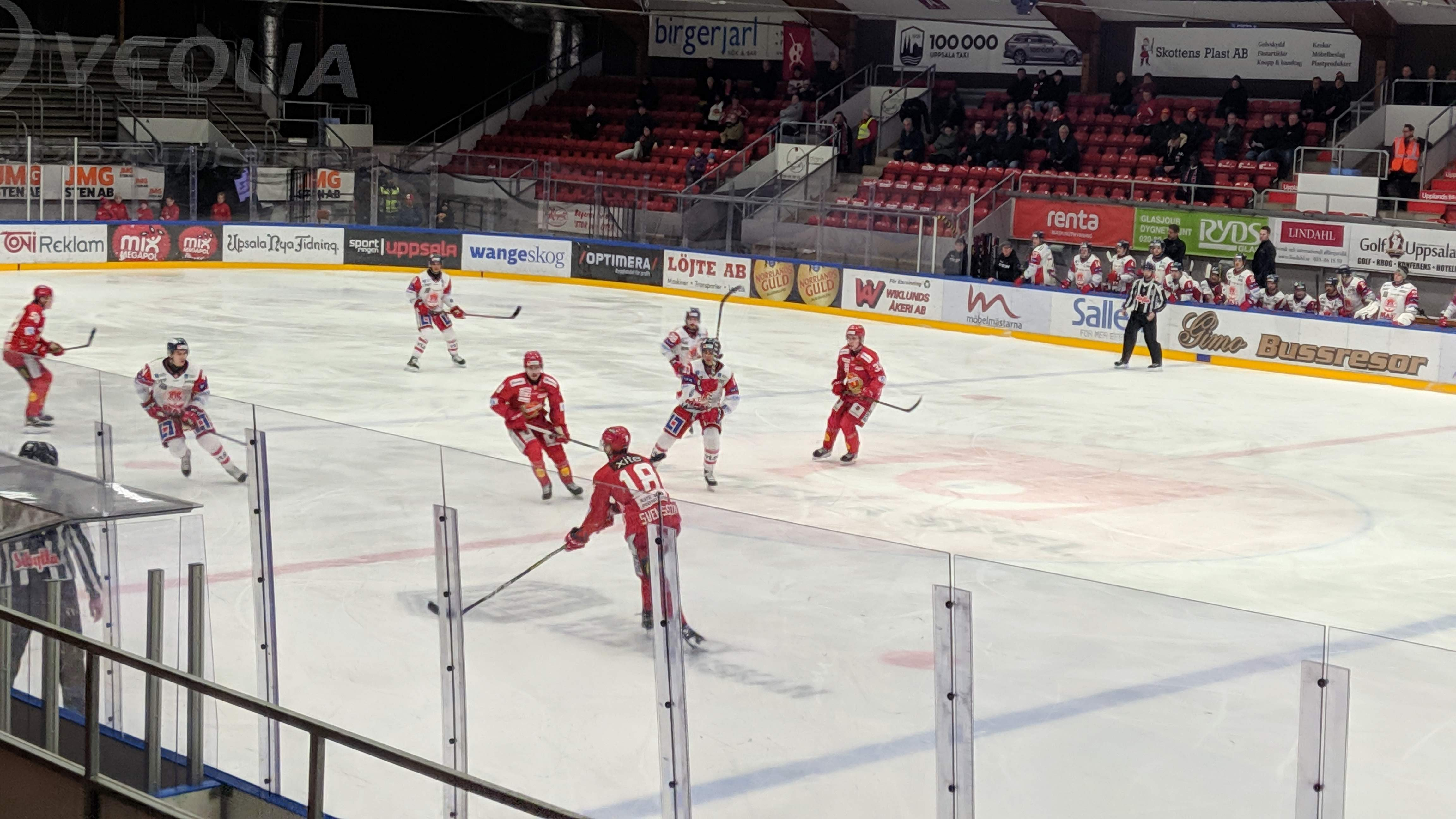
Västervik (vita tröjor) vid en bortamatch i Upplands Bilforum Arena mot Almtuna IS (röda tröjor), januari 2022.

## Historia

### 1971: Bakgrund och etablering
Västerviks Ishockeyklubb bildades den 28 april 1971. Sedan IFK Västervik lade ner sin ishockeyverksamhet 1964 var Västerviks AIS den enda ishockeyklubben i staden. Västerviks AIS bedrev även fotboll och många av dess medlemmar ville att klubben enbart skulle satsa på den verksamheten, då de ansåg att hockeyn var en för dyr sport att driva. När väl Västerviks AIS började diskutera om nedläggning av sin ishockeyverksamhet blev detta en signal till ett antal ishockeyvänner i staden, som inte tyckte att Västervik, som redan hade starka ishockeytraditioner, skulle vara utan ett ishockeylag. Västerviks AIS beslutade på ett medlemsmöte våren 1971 att lägga ner ishockeyn.
Inte långt därefter hade en ny ishockeyklubb i staden vaknat till liv, men denna gång med namnet Västerviks Ishockeyklubb (VIK). Gunnar Thelin utsågs till klubbens allra första ordförande och Sven-Åke Ohlsson till klubbens första tränare. Per-Olof Nilsson var lagledare men blev senare under debutsäsongen ersatt av Sven-Åke Lindblad.
Västerviks IK andades optimism i staden inför seriestarten. Fyra etablerade nyförvärv kunde presenteras. Dessa var Lennart Lindqvist från Troja Ljungby, Bertil Berggren och Göran Carlsson från Nybro, samt Tommy Carlsson från Malmö FF. VIK gjorde några bra träningsmatcher, bland annat seger borta i DM mot Vimmerby med 6–3. Första träningsmatchen inför hemmapublik innebar en storseger 11–1 mot Hultsfred. Seriespelet i Division 2 inleddes borta mot Boro Vetlanda och VIK föll med 4-6.
Sedan väntade hemmapremiär, en uppskriven derbymatch mot Vimmerby. Det blev platt fall och förlust med 1–7 inför drygt 1400 åskådare. Trots fyra bra nyförvärv upprepades det dystra mönstret från premiärsäsongen. IFK Norrköping/IK Sleipner (senare Vita Hästen) vann serien före starka Örebro. Anmärkningsvärt var att VIK lyckades nå 1–1 mot serievinnarna IFK Norrköping/IK Sleipner på bortais. VIK gjorde flera jämna matcher men orkade inte hela matcherna. VIK lyckades bara skrapa ihop 5 poäng i hela serien.
Per Lyck blev Västerviks premiärskytt och han vann också den interna skytteligan med sina 11 mål. Andra framtränade profiler var J-Å Stillman, Bengt Karlsson, Bertil Berggren, Lennart Lindqvist och målvakten Berth Johansson. Detta var första säsongen när det var obligatoriska med ansiktsmask för målvakter.
VIK hade övertagit Västerviks AIS stora ungdomsverksamhet. 22 pojklag deltog i VT/VIK:s seriespel och i ishockeyskolan deltog 220 pojkar och 15 flickor.
Sven-Åke Ohlsson drog igång hockeyskolan för barn födda 1968/69 och den blev en succé. Det kan alltså noteras att det förekom ishockeyspel för flickor redan vid den här tiden. Att VIK:s ledare redan från början jobbade mycket aktivt framgår också av att det startades en konståkningsskola i klubbens regi under ledning av Britt Engman.

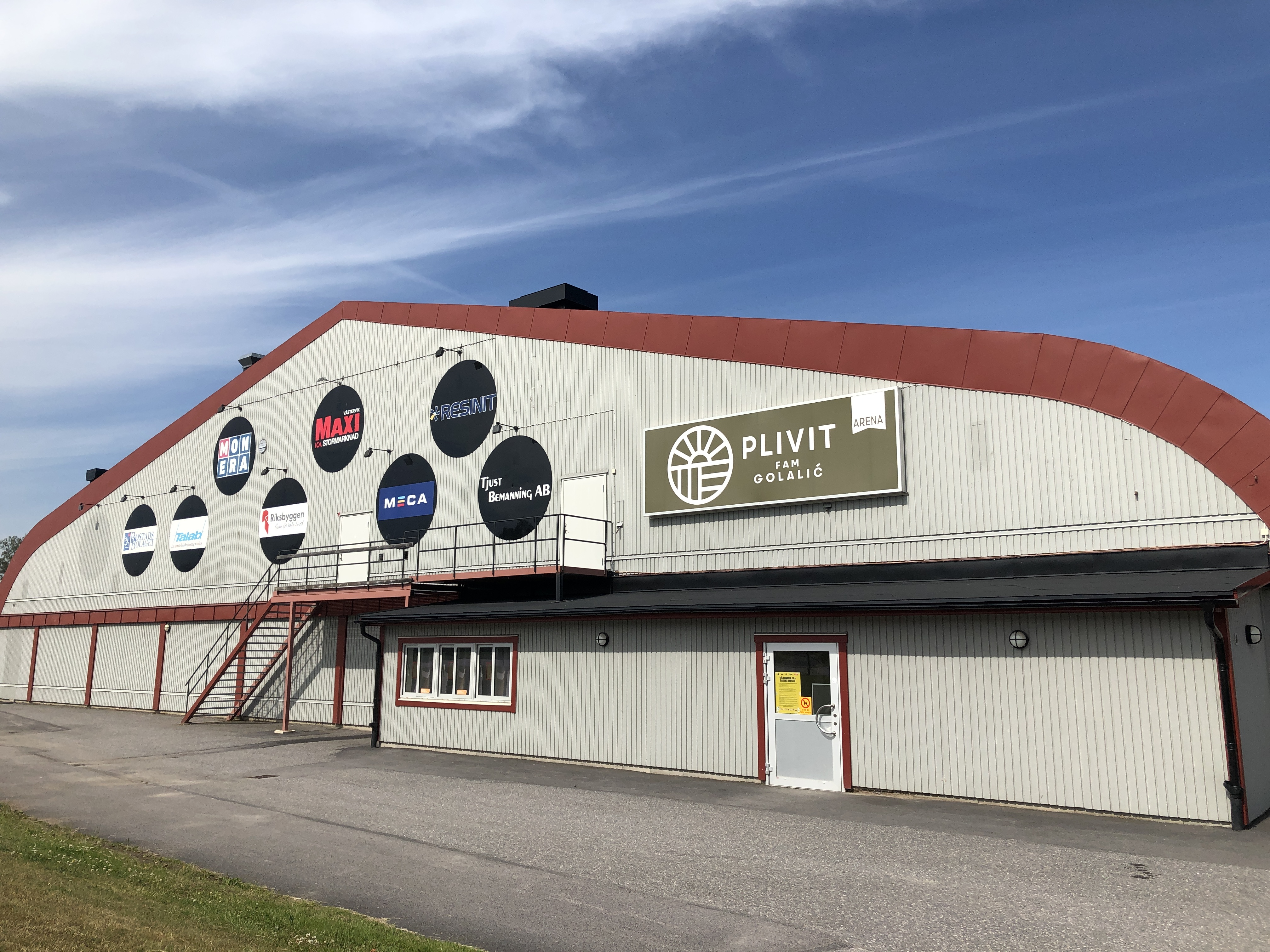
Plivit Arena 2020, tidigare Tjusthallen.

### 1984/85: Klubben får en arena
Den 14 mars 1984 sade Västerviks kommun ja till en ishall i Västervik. En stiftelse skulle bildas och VIK skulle samla in 700 000 kronor, vilket man också lyckades med. In i det sista rådde stor osäkerhet inför den avgörande omröstningen i kommunfullmäktige. Det fanns stor risk att ishallen skulle röstas bort av kommunens politiker. När omröstningen var klar blev det dock majoritet 40–34 för en ishall. 36 av 38 socialdemokrater röstade ja, liksom två kristdemokrater, en centerpartist och en folkpartist. Debatten om en ishall i Västervik hade pågått under varje säsong i 15 år.
I maj samma år togs det första spadtaget på Bökensvedsområdet när kommunalrådet Gunnar Oskarsson tog plats i en grävmaskin och inledde byggandet. Redan på sommaren reste sig stora träbalkar över den gamla uterinken. Ishallen blev landets 154:e ishall och fick namnet Tjusthallen.
24 november 1984 invigdes Tjusthallen. På invigningsdagen krossade VIK gästande Eksjö med hela 24-0 inför cirka 1400 jublande åskådare. Johan Rampeltin blev Tjusthallen:s första officiella målskytt. Redan den 9 november spelades dock den första matchen i hallen när VIK slog Valdemarsvik med 10–2 i en träningsmatch. Inför säsongen hade VIK i flera år bedrivit en rationell sommarträning under Anders Liffners ledning. Till istränare engagerades Kjell Fagerström som dock sedan flyttade från staden under säsongen och ersattes av Curt Svensson från Vimmerby.
VIK spelades i Div.IV med endast tre A-lag och fyra B-lag. VIK noterades för många storsegrar och stod till slut som seriesegrare. Laget var dock trots det inte klara för Div.III. För VIK väntade nu en ett ovisst kval mot seriesegrarna i östgöstaserien, Motala AIF. Bäst av tre matcher gällde i detta playoff. Första matchen, i Motala, blev dramatisk och gick till övertid. Där förlorade VIK och plötsligt var inte Div.III-platsen så självklar. Förlusten blev en väckarklocka och till returmatchen kallades veteranerna Johan Wiström, Roger Svensson och Stefan Knutsson in. Det blev en klar VIK-seger med 9–4 och tack vare bättre målskillnad fick VIK den avgörande matchen på hemmaplan. Den matchen blev oerhört dramatisk men till slut stod VIK som segrare med 6–5 och Div.III-platsen var säkrad.

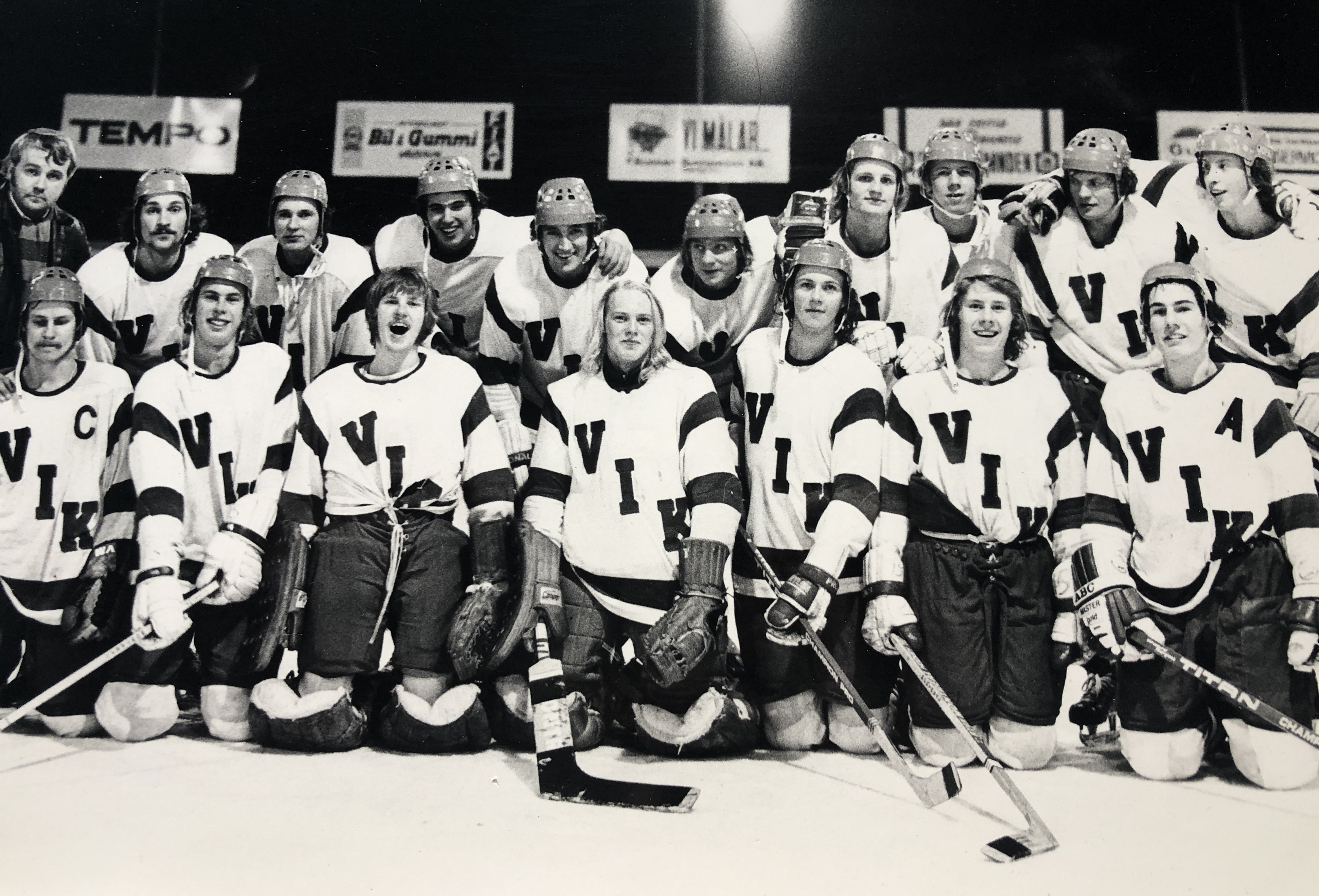
Västerviks IK på 70-talet

### 1996/97: VIK nära att nå Elitserien (SHL)
En av de bästa säsongerna för VIK var 1996/1997 när VIK spelade playoff till Elitserien (SHL). Då gick VIK via playoff 1 (seger mot Sunne IK) playoff 2 (seger mot Huddinge IK) ända till playoff 3, där Linköping HC vann två jämna matcher.

### 2011–2021: Mattias Karlin-eran
Den 23 juni 2011 presenterades Mattias Karlin som ny huvudtränare för Västervik.
Säsongen 2015/16 skulle bli en säsongen Västervik sent skulle glömma. Laget kvalificerade sig till Hockeyallsvenskan för första gången i klubbens historia efter att man vunnit 27 matcher av 36 i Hockeyettan. I och med det väntade kvalserien där man fick möta lagen Södertälje SK, Troja Ljungby, IF Sundsvall, Asplöven och Borlänge.
Väl i kvalserien startade man med att möta Borlänge på bortaplan där man föll med 4–1, efter det ryckte man upp sig och gick igenom kvalserien med tajta matcher där man lyckades få med sig de poängen man behövde. Det var den 31 mars 2016 som VIK tog emot Södertälje SK på hemmaplan som allt skulle komma att gälla. Södertälje som redan var klara för spel i Hockeyallsvenskan 2016/17 skulle ta emot ett VIK som inte hade något att förlora. Västervik tog ledningen i första perioden genom Joacim Hedblad - och i den andra perioden skulle urladdningen komma. Eric Backman gjorde 2–0, Victor Öhman satte 3–0 i powerplay och Victor Romfors 4–0 efter 13 minuter i mellanrundan. Johan Skinnars tröstmålade för Södertälje i tredje perioden, men Västervik höll undan utan några större problem, vann till slut med 5–1 och var därmed klara för Hockeyallsvenskan 2016/2017. 2 450 personer såg matchen och det innebar att VIK hade ett nytt publikrekord.
Joacim Hedblad vann den interna poängligan med 48 poäng medan Joakim Thelin vann den interna skytteligan med sina 24 fullträffar. Victor Öhman vann däremot poängligan i hela kvalserien med tio poäng.
Den 15 september 2016 spelade VIK sin första match i Hockeyallsvenskan på Hovet mot AIK. Det var starten på en säsong som slutade i succé. En tredjeplats i grundserien och spel i slutspelsserien som så när slutade med fortsatt kval mot SHL. AIK gick vidare på målskillnad och VIK slutade på en andra plats.
Olle Liss kom på sjätteplats med sina 23 fullträffar och Jonas Fransson åttondeplats i målvaktsligan med en räddningsprocent på 91,45 procent. Västervik avslutade säsongen med ett publiksnitt på 1 721 åskådare.
Säsongen 2017/18 spelade Västervik sin andra säsong i Hockeyallsvenskan efter att man tagit en tredjeplats i debutsäsongen i ligan året före. Denna säsong skulle dock inte gå till VIK:s fördel. Laget slutade näst sist i serien och fick därmed spela kvalserie för att hålla sig kvar i Hockeyallsvenskan.
Väl i slutspelsserien mötte man fyra lag från Hockeyettan, VIK Västerås HK, Huddinge IK, Borlänge HF och Piteå HC samt även Troja-Ljungby som hade slutat sist i Hockeyallsvenskan. VIK lyckades vinna 7 av 10 matcher och slutade därmed på en förstaplats och kunde i och med det andas ut efter att man säkrat det Hockeyallsvenska kontraktet. Västerås IK kom tvåa i serien och tog därmed Troja Ljungbys plats i Hockeyallsvenskan som slutade på en tredjeplats i slutspelsserien.
Inför säsongen 2018/19 var VIK tippat i bottenstriden av mer eller mindre alla experter, men efter en bra avslutning på grundserien lyckades man knipa den sista slutspelsplatsen och slutade därmed på en sjätteplats. Väl i slutspelet slutade man näst sist, 1 poäng före Karlskrona HK.
Kellen Jones och Darren Nowick vann den interna poängligan med totalt 30 poäng inkasserade, medan Victor Öhman vann den interna skytteligan med 16 mål. Emil Kruse kom på en femteplats i hela Hockeyallsvenskan med en räddningsprocent på 92,16 procent. Noterbart är att Kruse gjorde näst flest räddningar i hela Hockeyallsvenskan, hela 1 126 st. Efter 26 hemmamatcher slutade VIK:s publiksnitt på 1 449 åskådare.
Västervik rustade upp för ännu en säsong i Sveriges näst högsta ishockeydivision, vilken skulle bli klubbens femte raka. Viktiga spelare hade lämnat laget under fjolårssäsongen, till exempel hade de två interna poängligevinnarna Darren Nowick och Rob Bordson lämnat för Skellefteå AIK samt finska HPK. Lagets bästa back sett till poäng, Erik Ullman, lämnade efter säsongens slut och skrev på för ligakonkurrenten Björklöven. Man tappade även Ken Jäger som hade fått som en "breakoutsäsong" då han gick från sju poäng säsongen 2018/19 till 19 poäng säsongen efter. Även om förlusterna av spelare såg stora ut för klubben vid det här laget kom några viktiga namn in istället.
Trotjänaren Victor Öhman hade sedan tidigare förlängt sitt kontrakt, vilket även en annan lojal spelare hade gjort, Erik Gustafsson. Andra viktiga namn som Oskar Drugge, Jacob Bjerselius, Tim Wahlgren, Oscar Pettersson och Marcus Westfält förlängde också. I mitten av maj 2020 kom det som en "transferbomb” att den amerikanske backen Michael Kapla, med meriter från NHL, hade skrivit på ett ettårskontrakt med klubben.

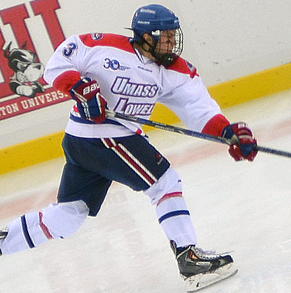
Michael Kapla, här i UMass-Lowell i USA. Kapla vann den interna poängligan i VIK säsongen 2020/21. Han blev därmed den första backen som lyckas med den bedriften sedan klubben kom med i Hockeyallsvenskan.

Hockeyallsvenskan valde inför säsongen att klubbarna i ligan skulle få tillåtelse att låna in spelare från olika NHL-organisationer, ett beslut som SHL redan innan hade sagt nej till. Detta öppnade givetvis upp många dörrar för de allsvenska klubbarna och då även Västervik. Axel Jonsson Fjällby, som tillhörde Washington Capitals kom in och blev kanske den som gjorde mest avtryck i klubben under sin lånetid. Samtidigt tog man in Eetu Tulola från Calgary Flames, målvakten Felix Sandström från Philadelphia Flyers och till sist Andreas Englund från Ottawa Senators (som dock aldrig kom till allsvenskt spel då han skadade sig under en träningsmatch mot rivalen Vimmerby).
Västervik fortsatte att fylla på truppen med Gerry Fitzgerald, tvillingbröderna Conner och Kellen Jones, den allsvenska profilen Joakim Hagelin, Zach Budish och Ryan Gropp. Samtidigt värvade man Daniel Marmenlind från Visby Roma som hade varit hade varit utlånad till klubben under fjolårssäsongen i fyra matcher. Under säsongen lånades även den egna produkten Emil Andrae in från HV71.
Västervik inledde den Hockeyallsvenska säsongen den 2 oktober 2020 då man besegrade AIK på Hovet med 4–2. Detta var bara början på en säsong som skulle sluta i succé för klubben. Man lyckades slå serieettan Timrå IK två gånger av fyra, noterbart är att Timrå vann hela ligan med 22 poäng före serietvåan Karlskoga och en plus/minus-statistik på 98. Västervik slutade på en femteplats i ligan, vilket var klubbens nästbästa placering i Hockeyallsvenskan sedan man kom med säsongen 2016/17. Västervik fick tack vare sin placering hoppa över 8-delsfinalerna och gå direkt till kvartsfinalerna. Hockeyallsvenskan och SHL hade tillsammans gjort upp om hur slutspelet i båda ligorna skulle genomföras. De två lagen som kom sist i SHL spelade en matchserie mot varandra i bäst av 7 matcher där förloraren åkte ur och spelade Hockeyallsvenskan kommande säsongen. I Hockeyallsvenskan fungerade det att de tre bästa lagen från sluttabellen fick välja motståndare utifrån dem som tagit sig till kvartsfinal. Noterbart är då att inget av de topp tre-lagen valde att möta Västervik, istället fick Västervik spela mot Södertälje. Västervik slog sedan ut Södertälje med 3–1 i matcher, efter att man förlorat första matchen men sedan vunnit tre raka. I semifinalen blev seriesegrarna Timrå IK ett nummer för stort och slog ut VIK med 4–2 i matcher. Säsongen, som gick till en av klubbens allra bästa genom tiderna var därmed slut.
Den 16 april 2021 lämnade huvudtränaren Mattias Karlin för Modo. Under hans tid som huvudtränare gjorde klubben en resa från Division 2 till toppen av Hockeyallsvenskan. En tio år lång era hade därmed gått mot slut.

### 2022–nutid
Martin Gudmundsson kom in som ny tränare för klubben med mål att bygga vidare och etablera sig i Hockeyallsvenskan. Laget nådde slutspel och till kvartsfinal säsongen 2021/22 men blev där utslagna av ett betydligt starkare HV71.
Säsongen 2022/2023 blev en tung säsong för Västervik som inför säsongen tappade sportchefen Emil Georgsson till Södertälje SK som tillsammans med Karlin var grunden i den ledarstab som såg till att VIK under en så pass lång tid klarade av att prestera så pass bra med väldigt begränsade resurser. Klubben fick en dålig start på säsongen och hamnade tidigt i botten av tabellen. Klubbens begränsade ekonomi gjorde att man tvingades att sälja stjärnspelarna Marcus Vela och Daniel Brickley till MoDo. Trots ett tränarbyte med Martin Gudmundsson ut och Nichlas Falk lyckades man inte vända utvecklingen och det slutade istället med att klubben förlorade kvalspelet mot Tingsryd med 4–2 i matcher och var klara för spel i Hockeyettan säsongen 2023/2024. Detta fick dock en drastisk vändning när seriekonkurrenten Vita Hästen gick i konkurs. Detta ledde till att Västervik enligt Svenska ishockeyförbundets tävlingsbestämmelser rankas som högsta lag och fick därmed en friplats i ligan.

## Truppen

### Spelartrupp
| Nr        | Pos   | Spelare                     | Land    | S/H | Födelsedatum     | Längd  | Vikt   | Födelseort            |
| --------- | ----- | --------------------------- | ------- | --- | ---------------- | ------ | ------ | --------------------- |
| Målvakter |       |                             |         |     |                  |        |        |                       |
| 37        | G     | Hubert Forsberg Zetterström | Sverige | L   | 20 juli 2004     | 190 cm | 88 kg  | Luleå                 |
| 33        | G     | Viktor Kokman               | Sverige | L   | 1 mars 1993      | 189 cm | 88 kg  | Norrköping            |
| Backar    |       |                             |         |     |                  |        |        |                       |
| 41        | D     | Kalle Bartholdsson          | Sverige | R   | 31 januari 2002  | 182 cm | 78 kg  | Halmstad              |
| 26        | D     | Axel Brännstam              | Sverige | L   | 3 juni 2001      | 184 cm | 82 kg  | Stockholm             |
| 3         | D     | Filip Halvordsson           | Sverige | L   | 8 januari 1996   | 190 cm | 90 kg  | ?                     |
| 5         | D     | August Hansson              | Sverige | L   | 15 juni 2000     | 186 cm | 85 kg  | Östersund             |
| 88        | D     | Elias Sjöström              | Sverige | L   | 5 september 2003 | 186 cm | 87 kg  | ?                     |
| 7         | D     | Hugo Styf                   | Sverige | L   | 25 augusti 2002  | 186 cm | 86 kg  | Sundsvall             |
| 53        | D     | Johan Svensson              | Sverige | L   | 2 augusti 1999   | 182 cm | 86 kg  | Västervik             |
| Forwards  |       |                             |         |     |                  |        |        |                       |
| 10        | C     | Tim Almgren                 | Sverige | R   | 18 juli 2004     | 178 cm | 70 kg  | Enköping              |
| 11        | C/RW  | Christian Axelsson          | Sverige | L   | 14 oktober 1992  | 186 cm | 85 kg  | Norrköping            |
| 14        | C     | George Diaco                | Kanada  | L   | 14 februari 2002 | 175 cm | 73 kg  | London, Ontario       |
| 91        | RW    | Wille Edström               | Sverige | R   | 6 april 2005     | 180 cm | 76 kg  | Västervik             |
| 44        | LW    | Robin Höglund               | Sverige | L   | 11 juni 1993     | 191 cm | 102 kg | Mölndal               |
| 9         | C     | Anton Johansson             | Sverige | L   | 11 april 1999    | 176 cm | 85 kg  | Kumla                 |
| 89        | C     | Jonathan Kirschner          | Sverige | L   | 8 januari 2005   | 190 cm | 90 kg  | Helsingborg           |
| 20        | C     | Tatu Kokkola                | Finland | L   | 29 augusti 1997  | 179 cm | 89 kg  | Suonenjoki, Finland   |
| 90        | LW/RW | Gustav Lindberg             | Sverige | L   | 14 december 1999 | 179 cm | 82 kg  | Enköping              |
| 86        | C     | Erik Ohlans lind            | Sverige | L   | 4 maj 2004       | 186 cm | 93 kg  | Falun                 |
| 89        | LW/RW | Joel Ratkovic Berndtsson    | Sverige | L   | 18 oktober 2003  | 184 cm | 81 kg  | Kungälv               |
| 17        | C     | Helmer Styf                 | Sverige | L   | 31 augusti 2004  | 181 cm | 80 kg  | Sundsvall             |
| 71        | RW    | Oskar Ståhl                 | Sverige | L   | 23 december 1999 | 195 cm | 91 kg  | Sollentuna kommun     |
| 8         | RW    | Kalvyn Watson               | Kanada  | R   | 15 maj 2002      | 178 cm | 75 kg  | Peterborough, Ontario |
| 28        | C     | Emil Öhrvall                | Sverige | L   | 10 juni 1998     | 180 cm | 77 kg  | Växjö                 |

### Ledarstaben
| Roll                 | Namn             |
| -------------------- | ---------------- |
| Huvudtränare         | Pär Torstensson  |
| Assisterande tränare | Sverige          |
| Målvaktstränare      | Gabriel Remelin  |
| Lagledare            | Pecka Helgesson  |
| Materialförvaltare   | Jörgen Fransson  |
| Materialförvaltare   | Felix Gustafsson |
| Fystränare           | Anders Dahl      |
| Läkare               | Mehmet Gözen     |
| Sjukvårdare          | Gun Ohlsson      |

## Matchställ och klubbmärke

### Matchställ
När klubben grundades i början på 1970-talet spelade man i VAIS gul-svart-randiga tröjor, men tröjorna kom snart att ändras då klubben började spela med vita tröjor med initialerna VIK diagonalt på bröstet. Det ändrades senare till helröda tröjor med blå och vita konturer.
Inför säsongen 2018/19 ändrade VIK sin matchtröja med en nya speciell detalj längst ner på både fram- och baksida av tröjan: Västervikssilhuetten. Anledningen var den att VIK säsongen innan höll på att åka ur Hockeyallsvenskan efter att man slutat på en 13:e plats i ligan. Staden, kommunen och företag i Västervik gick därmed in och sponsrade klubben med extra pengar. Bland annat värvades succé tränaren Mattias Karlin tillbaka till VIK efter ett kort äventyr i Mora IK, som då spelade i SHL. Västervik slutade därefter etta i kvalserien och kunde spela kvar i Hockeyallsvenskan. VIK ville som tack hylla staden och tog med kända byggnader från stadens stadskärna. De kända byggnaderna som utgjorde motivet var Spårö båk, S:t Petri Kyrka, Gamla varmbadhuset, S:ta Gertruds kyrka, Nya Slottsholmen, Stegeholms slottsruin och slutligen Unos torn. Västerviks IK spelar än idag med denna design men små förändringen har gjorts under åren som t.ex. kragen som först var vit och som numera är marinblå.

### Klubbmärke
Västerviks klubbmärke är en cirkel med "Västerviks Ishockeyklubb 1971" skrivet runt den. I mitten står förkortningen "VIK" och "Hockey" under. Det finns även med två ishockeyklubbaor som korsar varandra diagonalt.

## Arena
Västerviks IK spelar sina hemmamatcher i Plivit Arena som är belägen vid Bökensved i centrala Västervik. Namnet har den fått av sponsringsskäl där Västerviks IK och Plivit Trade AB har en överenskommelse angående namnet. När arenan byggdes 1984 hette den Tjusthallen, men har även sedan tidigare gått under namnet Plivit Trade-hallen. Den fick sitt nuvarande namn inför säsongen 2019/20.
Västervik har spelat sina hemmamatcher i arenan sedan 1984 då den invigdes. När klubben etablerades i början på 1970-talet spelade man på en uterink, vilket samma plats som hallen ligger på idag. Det var först inte troligt att det skulle byggas någon ishall i Västervik alls i mitten på 1980-talet. Många trodde till och med VIK som förening skulle gå under om den inte byggdes. Men efter många om och men från politikerna i Västerviks kommun stod det den 14 mars 1984 fast att man sagt ja till en ishall i staden. VIK själva fick som uppdrag att samla ihop 700 000 kr, vilket man även gjorde tack vare sponsorer och supportrar. I maj samma år började bygget och redan i november stod den klar för spel. Västervik spelade sin första match den 24 november 1984 när man krossade gästande Eksjö med 24–0. Den 31 mars 2016 slog Västervik publikrekord när 2 450 åskådare kom och kollade på den avgörande matchen mot Södertälje SK som skulle besluta om VIK skulle spela Hockeyallsvenskan nästkommande säsong. Västervik vann matchen med 5–1 och en ny era i klubben skulle ta sin början.

### Kritik
Västerviks IK och Plivit Arena har fått viss kritik sedan klubben tog steget upp till Hockeyallsvenskan 2015/16, då ishallen inte anses uppfylla de krav som en allsvensk klubb bör ha. Efter att VIK med mer eller mindre dunder och brak tog sig från en anonym närvaro i Division 2, till Hockeyettan och nu till fem raka säsonger som en av Sveriges 28 bästa klubbar med ett representationslag i Sveriges tredje största publikliga Hockeyallsvenskan. Arenan har näst minst kapacitet i hela ligan och börjar bli till åren. Noterbart är däremot att VIK la ungefär tio miljoner för att ge Plivit Arena en godkänd allsvensk status.

### Ny ishall?
I februari 2017 sa kommunalråd Tomas Kronståhl (S) att Västervik inte kommer att få en ny ishall - än. Han menade då på att Västerviks kommun hade andra satsningar som behövdes göra inom sport och fritid: Investeringar i ridanläggningar, idrottshallar, motionsspår, skidspår och simhall. Kronståhl ansåg att kombinera detta med en ny ishall skulle bli för dyrt. Kronståhl trodde att en ny ishall skulle kosta 150-200 miljoner kr, vilket är mer än vad de la på all fritid och anläggningar tillsammans den mandatperioden. Samtidigt lovade Socialdemokraterna i Västervik att en ny ishall skulle byggas om de vann valet 2018. De ville då bygga ut ishallen och göra den till en större arena. År 2019 ville VIK ha två miljoner från kommunen varje år tills en ny ishall stod klar. Detta var dock ett förslag som de flesta politikerna sa nej till.
I december 2020 kom det fram uppgifter att en ny ishall på Bökensved skulle vara nästa projekt angående idrotten i staden. Man menade då att ytterligare en isyta och en multihall skulle byggas. Upplägget var att byggnationen skall starta 2022.

## Supporterklubbar

### Den första supporterklubben
Västerviks AIS hade en röststark och hängiven supporterskara när klubben grundades i början på 1970-talet. Det var i början en mer eller mindre oorganiserad skara entusiaster som samlades på uteläktaren vid Bökensvedsområdet. Supporterskaran fick efter några år en mer organiserad form när Tony Ahlgren bildade en aktiv supporterklubb. Nyhetsblad började tryckas upp och delades ut inför matcherna. Där kunde man läsa diverse nyheter om kommande supporterresor, vilka VIK-prylar som fanns att köpa och det senaste hejaramsorna. Några år in på 1970-talet började debatten om en ny ishall att ta fart. Supporterklubben ordnade möten med politiker och tog fram underlag till en ishall. I samband med ishallsdebatten startades en insamling till en ishall. Den insamlingen gav 10 000 kronor.
Den största insatsen gjordes dock på läktaren genom att klubbens medlemmar aktivt stöttade VIK på ett trevligt sätt med hejaramsor och sång. En av de första gångerna supporterskaran lät höra tala om sig på ett negativt sätt var i seriefinalen borta mot HC Dalen 1973, då det blev oroligt i Rosenlundshallen och polisingripanden gjordes. Bland de 300 tillresta supportrarna från Västervik fanns några som uppförde sig dåligt.
När VIK säsongen 1974/75 gjorde bra säsong ordnades resor till bland annat seriefinalen mot Mjölby och senare till kvalmatcherna mot IFK Tumba. Det här var början på VIK:s första storhetsperiod och laget hade en röststark och lojal hejarklack. Supporterklubben hade 500 medlemmar när den var som störst och mest framgångsrik.  
Supportrarna stöttade genom att ge 100 kronor till den de tyckte var bäst i VIK varje match. Det var lätt att få ihop summan genom att 20 medlemmar skänkte 5 kronor var. Vidare gav supportrarna penningbidrag till VIK, skänkte matchtröjor till juniorlaget och ordnade fester.

### Red Necks
I början av 1980-talet hade medlemsantalet sjunkit till cirka 200 samtidigt som laget var på tillbakagång. De sista åren VIK spelade på uterink var det bara de riktiga entusiasterna som ställde upp och publiken var bara något hundratal per match, vilket inte inböjd till så mycket sång och hejande. När ishallen tillkom och VIK:s satsningar i slutet på 1980-talet ökade publiksiffran dramatiskt då en ny hejarklack hade vuxit fram vid namn "Red Necks". Stämningen i hallen steg genom klackens ramsor och sång och motståndarlagen fick uppleva svårigheterna att spela mot publiktryck, vilket inte var så vanligt i Div.III. Säsongen 1991/92 hade VIK stora framgångar som nykomling i Div.II. Smålands regional-TV uppmärksammade då Red Necks. Säsongen därefter, i Div.I, upplevde klacken sin stora framgång. Ryktet om VIK:s snabba utveckling från Div.III till Div.I samt den entusiastiska hejarklacken gjorde att TV-sporten kom till Tjusthallen och gjorde ett inslag i samband med en match mot Tyringe. VIK vann matchen och det var bra tryck i hallen. Vid den här tiden pågick en debatt om läktarvåld och huliganism inom idrotten, något Red Necks ville ta helt avstånd från. Därför gjorde TV-sporten ett inslag om att det fanns hejarklackar och fans som helt tar avstånd från våld. När VIK så småningom fick problem i Div.I avtog Red Necks i styrka.

### VIKings
Säsongen 1994/95 gjorde en ny supportklubb entré i Tjusthallen. Det var VIKings, vars grabbar och tjejer stöttade VIK under den framgångsrika som via kval ledde fram till Div.I på nytt. VIKings fanns även på plats på bortamatcherna och gav VIK ett välkomnande inför varje match. Som tack gjorde laget alltid "vågen" framför VIKings efter matcherna.
VIKings bildades av några trogna VIK-supportrar som tyckte att stämningen i ishallen inte var något vidare efter att Red Necks gått i graven. Målet med verksamheten var att heja VIK till seger både i hallen och utanför. VIKings hjälpte även till med att vika blanketter, packa varor, assistera vid olika marknadsaktiviteter. VIKings brukade även under periodpaus arrangera någon tävling för publiken. Dessutom arrangerade de bussresor till VIK:s bortamatcher i samband med VIK-Stödet. Under säsongen 1994/95 var det inför vissa matcher mer än en buss som lämnade Västervik. Alla pengar som VIKings fick in i klubbkassan användes för att stödja VIK:s verksamhet.

### Rödblåa Fans
När VIKings med åren började se sitt slut grundades ytterligare en ny supporterklubb vid namn Rödblåa Fans. Rödblåa Fans grundades år 2010 och är än idag klubbens officiella supporterförening. Rödblåa Fans sjunger ramsor, fixar bussresor och säljer även VIK-prylar i sin egen shop. De delar efter varje säsong ut ett pris "Årets Lirare" till den spelare de tycker har varit bäst i VIK:s trupp under säsongen.

#### Historik- Årets Lirare
- 2010/11 - Joakim Strandberg (Målvakt)
- 2011/12 - Ragnar Karlsson (Forward)
- 2012/13 - Joakim Englund (Back)
- 2013/14 - Patrik Karlkvist (Forward)
- 2014/15 - Ludvig Engsund (Målvakt)
- 2016/17 - Pierre Gustavsson (Forward)[80]
- 2017/18 - Emil Georgsson (Center)
- 2018/19 - Emil Kruse (Målvakt)[81][82]
- 2019/20 - Jacob Bjerselius (Forward)[83]
- 2020/21 - Michael Kapla (Back)[84]
- 2021/22 - Skyler McKenzie (Forward)[85]
- 2022/23 - William Wiå (Forward)[86]

## Junior- och ungdomsverksamhet
Västerviks IK har idag över 250 aktiva hockeyspelare, varav 10 är tjejer. Västervik har 7 ungdomslag och 2 juniorlag som är aktiva i serier. Västerviks U16-lag är baserat på ungdomar födda 2006/2007. Sedan klubbens A-lag gick upp i Hockeyallsvenskan har ungdomsverksamheten vuxit med ca 20%.

### Hockeygymnasiet
I Västervik bedrivs hockeyutbildning i samarbete med Västerviks gymnasium. Där spelar de ungdomar som blivit antagna och tackat ja till förfrågan om hockeyprofilen i Västervik. Målet med hockeyutbildningen är att ge talangfulla unga hockeyspelare god handledning och bästa möjliga träningsförutsättningar för de ska kunna utvecklas till spelare på elitnivå. Spelare ska även klara av studierna med goda resultat.

### J18-laget
J18-laget spelar i den nästa högsta serien i Sverige, Division 1. Laget består i största del av spelare som är 16 och 17 år gamla och gör sitt första år på Västerviks gymnasium. Laget har under de senaste åren besatt sig som ett topplag i serien efter att man kvalificerat från Division 2 säsongen 2018/19. 

### J20-laget
Västerviks J20-lag är klubbens äldsta ungdoms- och juniorlag. Här spelar i första hand ungdomar som är 18 och 19 år gamla. Laget spelar i J20 Regional, den näst högsta juniorserien i landet. Detta efter ett lyckat kval från Juniorettan säsongen 2021/22.

## Rivalitet

### Västervik vs Vimmerby
När Västerviks IK grundades i början på 1970-talet hade Vimmerby ett mycket stark lag med bland annat Kent Rosenqivst, bröderna Per och Bengt Nilsson, Arne Wikman och Curt Svensson. Trots det vann Västervik överraskande det första mötet mellan klubbarna som var en DM-match säsongen 1971/72. När seriespelet sedan startade fick Vimmerby övertag och vann båda mötena, 7–1 och 7–5. Västervik och Vimmerby har sedan dess möts ett flertal gånger, speciellt när båda klubbarna spelade i Hockeyettan.

### Västervik vs Oskarshamn
Det första derbyt mot Oskarshamn i oktober 1972 när Västervik vann hemma med hela 9–1. Det skulle sedan dröja fram till säsongen 1975/76 innan Västervik fick möta Oskarshamn i seriesammanhang. Västervik och Oskarshamn har sedan möts ett flertal gånger då klubbarna spelade samtidigt i Hockeyallsvenskan säsongerna 2016/17 till 2018/19. Under en match mellan lagen den 16 februari 2019 mordhotades Västerviks Kim Johansson av en man i Be-Ge Hockey Center. Mannen ska ha riktat pistoltecken mot Johansson och skrikit att han ville döda honom, samtidigt ska mannen ha riktat sitt ena finger mot halsen och visat att han vill skära halsen av Västerviksbacken.

## Statistik

### Rekord
- Störst publik: 2 450, mot Södertälje SK, 31 mars 2016.
- Största seger: 24–0, mot Eksjö, 24 november 1984.
- Flest spelade matcher av en spelare: 384, Niklas Dacke
- Flest poäng av en spelare: 318, Emil Georgsson
- Flest mål av en spelare: 139, Mikael von der Geest
- Flest assist av en spelare: 200, Emil Georgsson

### Individuellt
Spelare med fler än 200 matcher:
| Namn                 | Matcher (mål) |
| -------------------- | ------------- |
| Erik Gustafsson      | 421 (12)      |
| Niklas Dacke         | 384 (29)      |
| Joakim Englund       | 382 (30)      |
| Emil Georgsson       | 351 (118)     |
| Joakim Rampeltin     | 341 (27)      |
| Pierre Gustavsson    | 315 (38)      |
| Jacob Sundell        | 312 (55)      |
| Gunnar Johansson     | 302 (47)      |
| Kristian Westerman   | 302 (99)      |
| Victor Öhman         | 280 (118)     |
| Joacim Hedblad       | 246 (115)     |
| Jonas Widmark        | 233 (90)      |
| Mikael von der Geest | 230 (139)     |
| Oskar Drugge         | 226 (32)      |

#### Poängledare
Topp tio för mest poäng i klubbens historia. Siffrorna uppdateras efter varje genomförd säsong.

Pos = Position; SM = Spelade matcher; M = Mål; A = Assists; P = Poäng; P/M = Poäng per match 
Uppdaterat efter säsongen 2020-21
| Spelare              | Pos   | SM  | M   | A   | P   | P/M  |
| -------------------- | ----- | --- | --- | --- | --- | ---- |
| Emil Georgsson       | C/LW  | 372 | 118 | 200 | 318 | 0.85 |
| Joacim Hedblad       | RW/LW | 286 | 115 | 180 | 295 | 1.03 |
| Mikael von der Geest | C     | 230 | 139 | 137 | 276 | 1.20 |
| Victor Öhman         | LW    | 280 | 118 | 114 | 232 | 0.83 |
| Kristian Westerman   | LW    | 127 | 99  | 78  | 177 | 1.39 |
| Lennart Lindqvist    | F     | 68  | 97  | 66  | 163 | 2.39 |
| Niclas Heed          | F/D   | 126 | 70  | 84  | 154 | 1.22 |
| Stefan Persson       | D     | 120 | 65  | 89  | 154 | 1.28 |
| Jacob Sundell        | D     | 92  | 55  | 91  | 146 | 1.58 |
| Jonas Widmark        | F     | 233 | 64  | 81  | 145 | 0.62 |

### Serie
- Flest mål under en säsong: Patrik Karlkvist, 36 (2013/14)
- Flest assists under en säsong: Mikael von der Geest, 44 (1988/89)
- Flest poäng under en säsong: Mikael von der Geest, 77 (33 mål + 44 assists) (1988/89)
- Flest utvisningsminuter under en säsong: Emil Georgsson, 129 (2008/09)
- Flest poäng under en säsong av en back: Michael Kapla, 31 (8 mål + 23 assists) (2020/21)
- Flest hållna nollor under en säsong i Hockeyallsvenskan av en målvakt: Jonas Fransson & Emil Kruse, 5 (2016/17 & 2018/19)

### Lag
- Flest poäng under en säsong: 90 (2016/17)
- Flest gjorda mål under en säsong: 215 (1990/91)
- Flest insläppta mål under en säsong: 212 (1979/80)
- Flest vinster under en säsong: 23 (1990/91)
- Flest förluster under en säsong: 24 (2017/18)